# Kawasaki Ki-88
Kawasaki Ki-88 – niezrealizowany projekt japońskiego samolotu myśliwskiego z okresu II wojny światowej.

## Historia
Konstrukcja samolotu była zainspirowana amerykańskim myśliwcem Bell P-39 Airacobra, Ki-88 miał być wyposażony w bardzo podobny układ napędowy i uzbrojenie. Napęd miał stanowić chłodzony wodą silnik Kawasaki Ha-140 o mocy 1500 KM umieszczony za kabiną pilota i połączony ze śmigłem wałem napędowym, a uzbrojenie miało się składać z działka 37 mm umieszczonego w piaście i dwóch działek 20 mm w dolnej części nosa kadłuba.
Praca nad nowym samolotem rozpoczęto w sierpniu 1942 i w ciągu roku ukończono jego pełnoskalową makietę. Już po ukończeniu makiety dalsze prace nad rozwojem samolotu zostały porzucone, jako że jego maksymalna prędkość została wyliczona na 600 km/h i była tylko niewiele większa od maksymalnej prędkości znajdującego się już w produkcji myśliwca Kawasaki Ki-61.